# Gnathostomula
Gnathostomula is een geslacht in de taxonomische indeling van de tandmondwormen (Gnathostomulida).

## Soorten
- Gnathostomula algreti
- Gnathostomula arabica
- Gnathostomula armata
- Gnathostomula mediterranea
- Gnathostomula brunidens
- Gnathostomula costata
- Gnathostomula jenneri
- Gnathostomula karlingi
- Gnathostomula maldivarum
- Gnathostomula maorica
- Gnathostomula mediocristata
- Gnathostomula mediterranea
- Gnathostomula microstyla
- Gnathostomula murmanica
- Gnathostomula nigrostoma
- Gnathostomula paradoxa
- Gnathostomula peregrina
- Gnathostomula raji
- Gnathostomula salotae
- Gnathostomula peregrina
- Gnathostomula uncinata